# Hauts-Bassins
Hauts-Bassins is een bestuurlijke regio van Burkina Faso
in het westen van het land. De regio heeft een oppervlakte van 26.600 km², had in januari 2006 1,17 miljoen inwoners en heeft Bobo Dioulasso als hoofdstad. Hauts-Bassins heeft sterkere economie dan de rest van het land met metaal-, voedings- en textielnijverheid.
Hauts-Bassins grenst in het westen aan de regio Sikasso van buurland Mali. De regio grenst verder aan Boucle du Mouhoun, Sud-Ouest en Cascades in respectievelijk het noorden, het zuidoosten en het zuiden. Hauts-Bassins is ook de plaats waar de Volta-rivier ontspringt.

## Provincies
Hauts-Bassins bestaat uit drie provincies:
- Houet
- Kénédougou
- Tuy

Deze zijn op hun beurt verder onderverdeeld in 25 departementen.
Boucle du Mouhoun · Cascades · Centre · Centre-Est · Centre-Nord · Centre-Ouest · Centre-Sud · Est · Hauts-Bassins · Nord · Plateau-Central · Sahel · Sud-Ouest